# Campionati mondiali di biathlon 1966
I Campionati mondiali di biathlon 1966 si svolsero a Garmisch-Partenkirchen, in Germania Ovest, e contemplarono esclusivamente gare maschili. In questa edizione la staffetta 4x7,5 km entrò a far parte del programma ufficiale accanto alla 20 km individuale.

## Risultati

### 20 km
| Posizione | Atleta                  | Nazione          | Tempo |
| --------- | ----------------------- | ---------------- | ----- |
| 1         | Jon Istad               | Norvegia         | -     |
| 2         | Józef Gąsienica Sobczak | Polonia          | -     |
| 3         | Vladimir Gundarcev      | Unione Sovietica | -     |
| 4         | Holmfrid Olsson         | Svezia           | -     |
| 5         | Gheorghe Cimpoia        | Romania          | -     |
| 6         | Nicolae Bărbășescu      | Romania          | -     |
| 7         | Stanisław Szczepaniak   | Polonia          | -     |
| 8         | Ragnar Tveiten          | Norvegia         | -     |
| 9         | Sture Ohlin             | Svezia           | -     |
| 10        | Stanisław Łukaszczyk    | Polonia          | -     |

### Staffetta 4x7,5 km
| Posizione | Nazione          | Atleti                                                                         | Tempo |
| --------- | ---------------- | ------------------------------------------------------------------------------ | ----- |
| 1         | Norvegia         | Jon Istad Ragnar Tveiten Ivar Norkild Olav Jordet                              | -     |
| 2         | Polonia          | Józef Gąsienica Sobczak Stanisław Szczepaniak Stanisław Łukaszczyk Józef Rubiś | -     |
| 3         | Svezia           | Olle Petrusson Tore Eriksson Holmfrid Olsson Sture Ohlin                       | -     |
| 4         | Unione Sovietica | Nikolaj Mešerjakov Nikolaj Puzanov Vladimir Gundarcev Vladimir Melan'in        | -     |
| 5         | Finlandia        | Antti Tyrväinen Erkki Ala-Honkola Martti Jantunen Juhani Suutarinen            | -     |

## Medagliere per nazioni
| Posizione | Nazione          | Oro | Argento | Bronzo | Totale |
| --------- | ---------------- | --- | ------- | ------ | ------ |
| 1         | Norvegia         | 2   | 0       | 0      | 2      |
| 2         | Polonia          | 0   | 2       | 0      | 2      |
| 3         | Unione Sovietica | 0   | 0       | 1      | 1      |
| 3         | Svezia           | 0   | 0       | 1      | 1      |